# 德梅特里奥·洛萨诺
德梅特里奥·洛萨诺（西班牙語：Demetrio Lozano，1975年9月26日—），西班牙男子手球运动员。他曾代表西班牙国家队参加1996年、2000年和2008年夏季奥林匹克运动会手球比赛，获得三枚铜牌。